# Centro Histórico (Málaga)
Centro Histórico es un barrio del distrito Centro de la ciudad andaluza de Málaga, España, y un conjunto histórico-artístico Bien de Interés Cultural.
El barrio de centro histórico ocupa el casco antiguo de la ciudad, aproximadamente el área que antaño quedaba dentro del perímetro de las murallas defensivas nazaríes. Según la delimitación oficial de barrios del Ayuntamiento de Málaga, está delimitado por las calles Carretería, Álamos y Mundo Nuevo y la plaza de la Merced al norte, que lo separan de los barrios de La Goleta, San Felipe Neri, La Merced y La Victoria; el río Guadalmedina, al oeste, que lo separa de los barrios de El Perchel y La Trinidad; la Alameda Principal y la avenida de Cervantes al sur, que actúan como línea divisoria con el Ensanche Heredia; y el monte Gibralfaro, al este. Su ámbito físico comprende una superficie aproximada de 48,28 hectáreas, con 1.319 edificios, incluidos solares.
El espacio demarcado como Bien de Interés Cultural ocupa una superficie mucho más amplia que la del centro histórico que incluye la casi totalidad de los barrios de Ensanche Centro, La Goleta, San Felipe Neri, Lagunillas, La Merced y La Victoria y parte de los barrios de El Molinillo, Capuchinos, El Ejido, Cristo de la Epidemia y Campos Elíseos, además de la mayor parte del monte Gibralfaro.

## Evolución urbanísica

### Vestigios fenicios y romanos

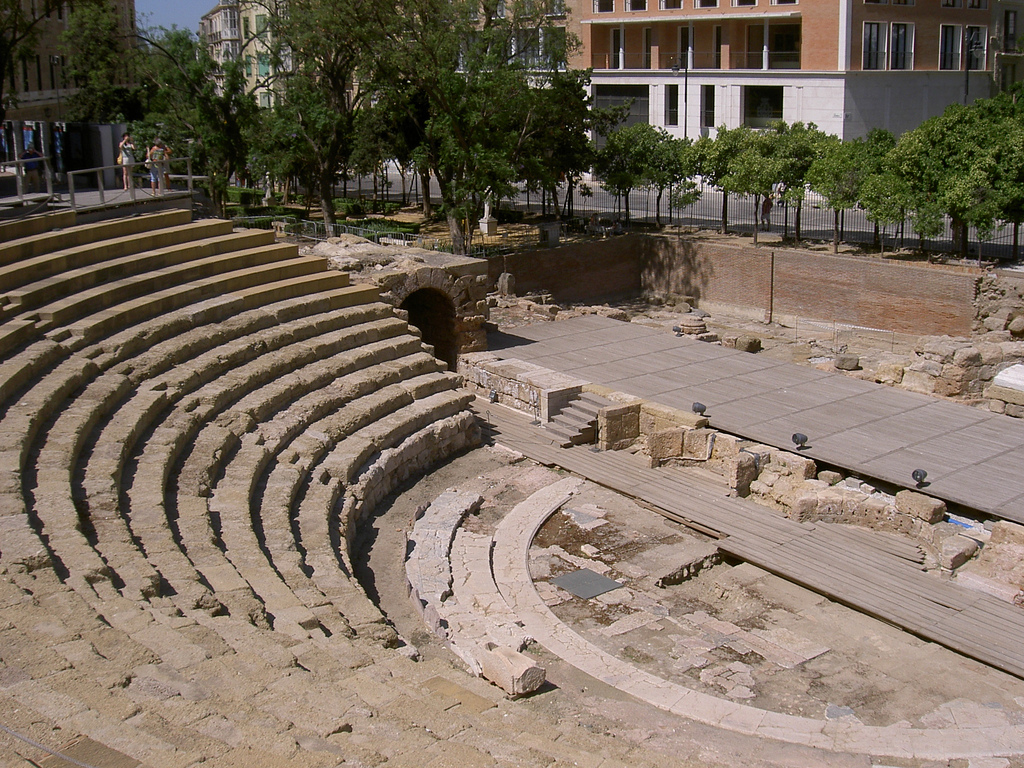
Teatro romano de Málaga, construido en la época de Augusto.

La estructura urbana anterior al asentamiento islámico es poco conocida. Sin embargo sí se han encontrado vestigios de las civilizaciones fenicia y romana. De lo que fue la colonia fenicia de Malaka quedan varios tramos de la muralla defensiva bajo los sótanos de algunos edificios. En el centro histórico, concretamente bajo el Museo Picasso Málaga. Según datos obtenidos de excavaciones, se conoce que el asentamiento fenicio se extendía desde la ladera de Gibralfaro, hasta la calle Císter y los Jardines de Ibn Gabirol y por el sur hasta el mar, que en la época llegaba hasta el actual edificio del Rectorado de la Universidad.
De la época romana destaca el teatro romano, situado junto a la alcazaba. Se tiene constancia de que su extensión fue considerablemente mayor a la de la ciudad fenicia, pues se conoce la existencia de una industria alfarera en el entorno de la colina de El Ejido y calle Ollerías en el siglo I.

### La ciudad nazarí
La morfología de la ciudad nazarí corresponde a la idea islámica de modelo urbano constituida por la medina, el Castillo de Gibralfaro y los arrabales. El perímetro amurallado de esta época rodeaba los que en la actualidad se considera el centro histórico. Este recinto amurallado se abría al exterior a través de las puertas llamadas: de Granada (Bab al- Funtanalla), San Buenaventura o de Antequera (Bab al- Jawja), Oscura, de la Caba, de los Siete Arcos, de Espartería (Bab al- Faray), Baluarte de la Nave y del Mar (Bab al- Bahr), conectando con las principales vías de circulación. Toda la zona urbana estaba rodeada de huertas y arboledas y algún arrabal.
El eje central de la medina unía la alcazaba con Puerta Nueva, conectando la plaza de las Cuatro Calles (en la actualidad plaza de la Constitución), el zoco y la mezquita. La ciudad se configura en trazados transversales a este eje central.

### La ciudad cristiana

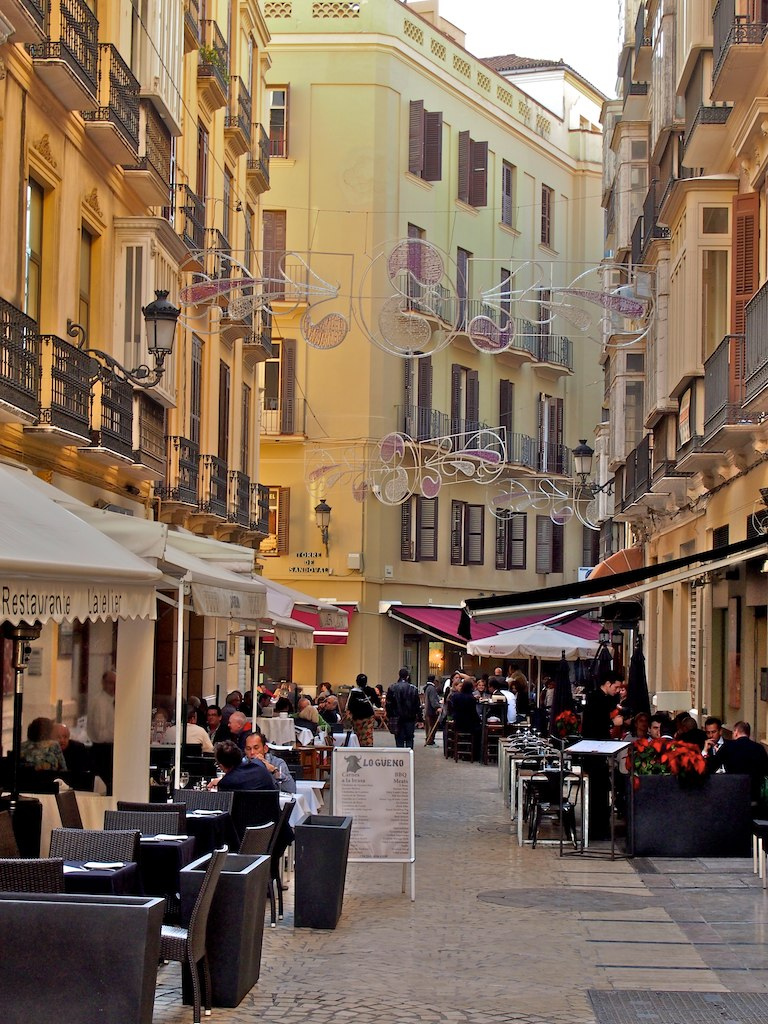
Calle Strachan, donde proliferan los negocios de restauración

Tras la conquista de la ciudad por los Reyes Católicos en 1487, proliferan las iglesias y conventos dentro del perímetro amurallado, como son las de San Juan, los Mártires y Santiago. 
A partir del siglo XVIII, comienza la paulatina demolición de las murallas. En esta época se construyen la Alameda, la Aduana, el Palacio Episcopal y el edificio de la Sociedad Económica de Amigos del País.

### La ciudad burguesa
En el siglo XIX, se produce un crecimiento demográfico y una notable transformación morfológica y tipológica del centro histórico, con la reforma de la Alameda como zona de residencia de la burguesía. De esta época se conservan numerosas edificaciones y el eje principal del casco antiguo, calle Larios, proyectada por el ingeniero José María de Sancha. El diseño de los inmuebles que encierran la calle es obra de Eduardo Strachan Viana-Cárdenas, quien introdujo en la ciudad el estilo de la Escuela de Chicago, pero con el aire europeo de los bulevares de Haussmann.

### Situación actual
En el año 1996, el centro histórico de Málaga se encontraba en un estado de abandono con graves problemas de seguridad y marginalidad y con una población residente menguante. A partir de ese año se inició un proceso de rehabilitación y revitalización del entorno, con ayudas para la rehabilitación de viviendas, programas de inserción social y económica, peatonalización de calles y proyectos de mejora de las canalizaciones y servicios básicos de agua, electricidad, saneamiento, zonas ajardinadas, etc.

## Protección del patrimonio histórico-artístico

### Periodo de 1957-1990
En el año 1957, es cuando por primera vez en la ciudad de Málaga el estilo arquitectónico Internacional se ve materializado en forma de un edificio de 9 alturas construido en el n.º 4 de calle Litoral, iniciándose de este modo el proceso de destrucción del patrimonio del centro histórico de Málaga. Al año siguiente, en 1958, otro edificio histórico era derribado para dar paso al segundo ejemplo de la nueva arquitectura dominante, en este caso, una torre residencial en el minúsculo adarve de la calle Coronel, a escasos metros de la esbelta torre dieciochesca de la iglesia de San Juan. El año 1960 alumbró otros 7 edificios nuevos, a los que se irían sumando un total de 110 diseminados por todo el casco histórico de Málaga, desde 1957 hasta el Constitucional año de 1978, arrojando así una tasa de 5 edificios históricos destruidos anualmente durante este periodo.
Esta tasa de destrucción se redujo a la mitad a lo largo de la convulsa etapa de la Transición política y “solo” se destruyeron 3 edificios históricos cada año entre 1979 y 1989 (32 demoliciones y nuevas edificaciones en total), debiendo destacarse que a mediados este periodo, concretamente el 18 de julio de 1985 se inició la tramitación oficial del expediente para la declaración del conjunto histórico-artístico del centro de Málaga como Bien de Interés Cultural (BIC).

### Vigencia del PEPRI
En 1990, se aprobó a todos los efectos urbanísticos y jurídicos el Plan Especial de Protección y Reforma Interior (PEPRI) del Centro de Málaga, dando comienzo a una nueva etapa para la conservación del patrimonio histórico. Sin embargo, durante los años siguientes se destruyeron anualmente casi 11 edificios históricos hasta 1999 (114 demoliciones y nuevas edificaciones en total). Así pues, la intensidad del proceso de destrucción del patrimonio histórico malagueño durante los años 1990 supuso tasas que casi duplicaban los años del desarrollismo de la dictadura. Pero en la década siguiente, la tasa de destrucción continuó aumentando, pues se permitió la demolición total o parcial de 243 (19%) edificios históricos, construidos entre el siglo XVIII y el ecuador del siglo XX.
Esta tasa de 20 edificios históricos derribados cada año, desde el 2000 hasta 2011, bate todos los récords en la destrucción del patrimonio histórico de la ciudad de Málaga, tan solo superado por las políticas higienistas decimonónicas, amparadas por el miedo a las dramáticas epidemias y sus altas tasas de mortalidad, cuando ni existían Leyes o Normas que protegiesen la cultura material del pasado, ni existía conciencia social alguna sobre el valor de la Historia y la necesidad de conservar la herencia común para las generaciones futuras. De este modo, suman en total 442 edificios históricos desaparecidos, más 60 transformados o alterados gravemente. Estas 502 actuaciones ejecutadas entre 1957 y 2011 suponen por tanto el 40% de las 1.255 parcelas urbanas del núcleo central histórico de Málaga.

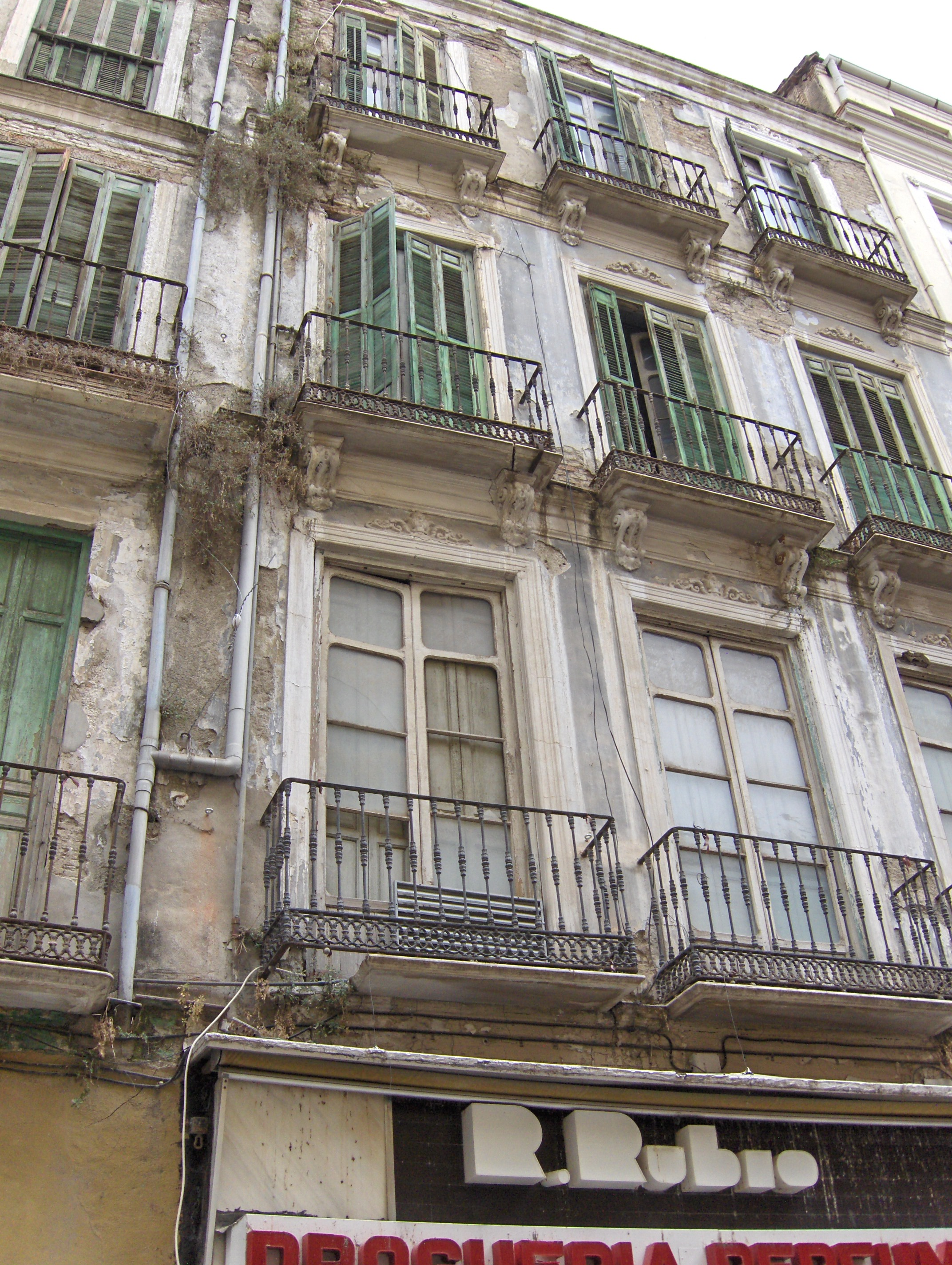
Edificio histórico en ruinas en calle San Juan.

Del 60% restante –los 753 edificios auténticamente históricos que aún permanecen en el sector– cabe destacar en primer lugar que 52 (4%) se encuentran actualmente en estado avanzado de ruina. En segundo lugar, puede destacarse que 375 edificaciones históricas (30%) o bien cuentan con un grado de protección patrimonial insuficiente o bien no cuentan con ningún tipo de protección específica más que la que teóricamente les otorgaría su pertenencia al Conjunto BIC. La Protección Arquitectónica de Grado II no implica el deber de salvaguarda del edificio sino tan solo de algunos escasos elementos que pueden ser exclusivamente estructurales y ni siquiera materiales (por ejemplo, conservar la disposición y dimensiones de un patio en el edificio de nueva planta que venga a reemplazar al inmueble histórico); por otra parte, la pertenencia al Conjunto protegido no implica una singular protección y, por tanto, no le son aplicables ni las determinaciones del Código Penal ni las de la Ley del Patrimonio Histórico a efectos de su conservación.
En tercer lugar respecto a la cuestión de los edificios auténticamente históricos que aún persisten en el sector urbano, se contabilizan 311 inmuebles (25%) que cuentan con Protección Integral o con Protección Arquitectónica de Grado I. Sin embargo, numerosas actuaciones (27 contabilizadas solo desde el año 2000) sobre edificios catalogados dentro de dichas categorías han conllevado su casi total demolición. Se trata del fenómeno conocido como “fachadismo”, por el cual se conserva tan solo la fachada del inmueble mientras todo el resto material histórico, desde los cimientos al tejado, es demolido y reemplazado. El Palacio del Marqués de la Sonora, los Almacenes Félix Sáenz o las casas palaciegas de la plaza del Teatro, son algunos de los ejemplos más significativos de fachadismo en el centro histórico de Málaga.
Finalmente, restan pues 15 (1% sobre el total del sector) edificios históricos que sí cuentan con una protección patrimonial auténtica, quedando garantizada su conservación gracias a su declaración como Bien de Interés Cultural (BIC). Su demolición e incluso su simple alteración pueden implicar prisión para los responsables sentenciados, al incardinarse estos delitos en el Código Penal Español.

## Transporte
Respecto al futuro Metro de Málaga, la estación de Atarazanas de la línea 1 y la línea 2 será la que servirá a la zona. Debido a su céntrica situación, por centro histórico pasan la mayoría de las líneas de autobuses urbanos de la EMT, que conectan el barrio con todos los puntos de la ciudad desde la Alameda Principal. 
| Líneas de la EMT con parada en centro histórico | Líneas de la EMT con parada en centro histórico      | Líneas de la EMT con parada en centro histórico | Líneas de la EMT con parada en centro histórico |
| Línea                                           | Trayecto                                             | Recorrido                                       | Frecuencia                                      |
| ----------------------------------------------- | ---------------------------------------------------- | ----------------------------------------------- | ----------------------------------------------- |
| C1                                              | Circular 1                                           | Recorrido                                       | 12 minutos                                      |
| C2                                              | Circular 2                                           | Recorrido                                       | 11-12 minutos                                   |
| 1                                               | Parque del Sur - San Andrés                          | Recorrido                                       | 8-9 minutos                                     |
| 2                                               | Alameda Principal - Ciudad Jardín (San José)         | Recorrido                                       | 10-11 minutos                                   |
| 3                                               | Paseo del Parque - Puerta Blanca                     | Recorrido                                       | 8 minutos                                       |
| 4                                               | Paseo del Parque - Cortijo Alto (Ciudad de Justicia) | Recorrido                                       | 11-12 minutos                                   |
| 6                                               | Alameda Principal - La Milagrosa                     | Recorrido                                       | 50 minutos                                      |
| 7                                               | Alameda Principal - Miraflores de los Ángeles        | Recorrido                                       | 10-11 minutos                                   |
| 8                                               | Alameda Principal - Hospital Clínico                 | Recorrido                                       | 13 minutos                                      |
| 10                                              | Alameda Principal - Churriana                        | Recorrido                                       | 25-30 minutos                                   |
| 11                                              | Alameda Principal - El Palo                          | Recorrido                                       | 8 minutos                                       |
| 14                                              | Paseo de la Farola - Teatinos                        | Recorrido                                       | 11 minutos                                      |
| 16                                              | Paseo del Parque - La Térmica                        | Recorrido                                       | 12-13 minutos                                   |
| 17                                              | Alameda Principal - La Palma                         | Recorrido                                       | 10 minutos                                      |
| 19                                              | Avenida Manuel Agustín Heredia - Aeropuerto          | Recorrido                                       | 30-35 minutos                                   |
| 20                                              | Alameda Principal - Universidad                      | Recorrido                                       | 10 minutos (15-17 en época no lectiva)          |
| 21                                              | Alameda Principal - Puerto de la Torre               | Recorrido                                       | 12 minutos                                      |
| 23                                              | Alameda Principal - Parque Cementerio                | Recorrido                                       | 25-30 minutos                                   |
| 24                                              | Avda. M. A. Heredia - Los Prados                     | Recorrido                                       | 15 minutos                                      |
| 25                                              | Paseo del Parque - Santa Rosalía (Campanillas)       | Recorrido                                       | 13-17 minutos                                   |
| 26                                              | Alameda Principal - Alegría de la Huerta             | Recorrido                                       | 15 minutos                                      |
| 27                                              | Avenida M. A. Heredia - Polígono I. Guadalhorce      | Recorrido                                       | 70-80 minutos                                   |
| 30                                              | Alameda Principal - Mangas Verdes                    | Recorrido                                       | 45-50 minutos                                   |
| 31                                              | Alameda Principal - Mainake                          | Recorrido                                       | 18-25 minutos                                   |
| 32                                              | Alameda Principal - El Limonar                       | Recorrido                                       | 16-18 minutos                                   |
| 33                                              | Alameda Principal - Cerrado de Calderón              | Recorrido                                       | 25-35 minutos                                   |
| 34                                              | Alameda Principal - Pedregalejo (Bda. La Mosca)      | Recorrido                                       | 30-35 minutos                                   |
| 35                                              | Alameda Principal - Gibralfaro                       | Recorrido                                       | 40-50 minutos                                   |
| 36                                              | Alameda de Colón - Conde de Ureña (centro histórico) | Recorrido                                       | 60 minutos                                      |
| 37                                              | Alameda Principal - Altamira/Monte Dorado            | Recorrido                                       | 25-30 minutos                                   |
| 38                                              | Alameda Principal - Granja Suárez                    | Recorrido                                       | 20-25 minutos                                   |
| 61                                              | Alameda Principal - Jardín botánico La Concepción    | Recorrido                                       | 60 minutos (Fines de semana y festivos)         |
| N1                                              | Puerta Blanca - El Palo                              | Recorrido                                       | 25 minutos                                      |
| N2                                              | Plaza de la Marina - Circular                        | Recorrido                                       | 50-55 minutos                                   |
| N4                                              | Alameda Principal - Puerto de la Torre               | Recorrido                                       | 23.30, 1.00 (Alameda) 0.15 (Pto. Torre)         |